# Édouard Léger
Pour les articles homonymes, voir Léger.
Édouard Léger était un entrepreneur de pompes funèbres, un forgeron et un homme politique canadien.

## Biographie
Édouard Léger est né le 27 mai 1890 à Memramcook, au Nouveau-Brunswick. Son père est Sylvain Léger et sa mère est Rosalie Leblanc. Il étudie au Collège Saint-Joseph de Memramcook. Il épouse Marie Landry le 9 octobre 1911.
Il représente la paroisse de Dorchester au conseil municipal du comté de Westmorland. Il devient ensuite préfet du comté. Il est élu député de Westmorland à l'Assemblée législative du Nouveau-Brunswick en 1939. Il est réélu en 1944 et 1948 et reste en poste jusqu'en 1952.
Il est président de la société agricole de Memramcook.